# Balta Rovina
Balta Rovina  este o arie protejată de interes național ce corespunde categoriei a IV-a IUCN (rezervație naturală de tip zoologic), situată în județul Arad, pe teritoriul administrativ al orașului Ineu.
Rezervația naturală aflată în partea sud-estică a orașului Ineu, are o suprafață de 120 ha, și reprezintă o arie cu luciu de apă și zonele împrejmuitoare, ce asigură loc de pasaj (cuibărit și viețuire) pentru specii de păsări migratoare de baltă, printre care: lopătarul (Platalea leucordia), barza neagră (Ciconia 
nigra), vulturul codalb (Haliaeetus albicilla), buhaiul de baltă (Botaurus stellaris), sau nagâțul (Vanellus vanellus).